# صاریغ دم‌حلقه‌ای طلایی
صاریغ دم‌حلقه‌ای طلایی (نام علمی: Pseudochirops corinnae) کیسه‌داری از تیره شبه‌دستان، سردهٔ شبه‌دست‌ها است که در اندونزی و پاپوآ گینه نو یافت می‌شود. در سیاهه قرمز IUCN، این جانور در وضعیت در نزدیکی تهدید طبقه‌بندی شده است.